# Klockhammarsäpple
Klockhammarsäpple är en äppelsort av okänt ursprung. Sorten kan härstamma från Klockhammars herrgård i Närke. Vid herrgården fanns vid sekelskiftet 1900 stora fruktodlingar. Vid Algutstorp i Klockhammar finns ett sådant träd.
Äpplet som är medelstort har ett närmast rött och grönt skal. Köttet som är mört och saftigt, är aningen syrligt, och har en mild arom. Klockhammarsäpple mognar i oktober och håller sig därefter vid god förvaring, till december. Äpplet passar både som ätäpple, som i köket. I Sverige odlas klockhammarsäpple gynnsammast i zon I-III.